# Operador de xarxa virtual mòbil

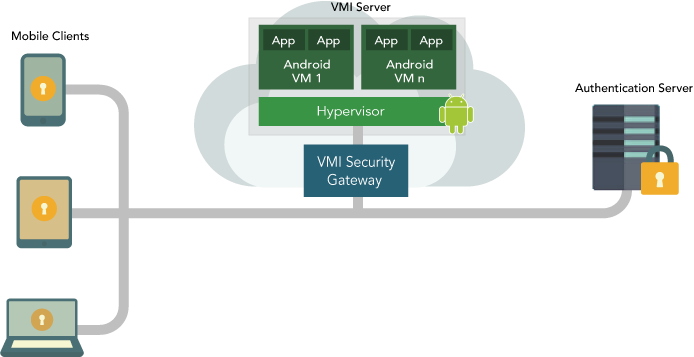
Un diagrama de xarxa que representa un desplegament d'una infraestructura mòbil virtual (VMI).

Un operador de xarxa virtual mòbil (MVNO) és un proveïdor de serveis de comunicacions sense fil que no és propietari de la infraestructura de xarxa sense fil sobre la qual proporciona serveis als seus clients. Un MVNO subscriu un acord comercial amb un operador de xarxa mòbil per obtenir accés massiu als serveis de xarxa a tarifes a l'engròs i, a continuació, estableix els preus al detall de manera independent. Un MVNO pot utilitzar el seu propi servei d'atenció al client, sistemes de suport de facturació, màrqueting i personal de vendes, o pot utilitzar els serveis d'un activador de xarxa virtual mòbil (MVNE).

## Història
Els acords d'MVNO amb operadors de xarxa es remunten a la dècada de 1990, quan el mercat europeu de telecomunicacions va veure la liberalització del mercat, nous marcs reguladors, una millor tecnologia de xarxa 2G i un salt posterior en el nombre d'abonats sense fil. Tot i que les noves xarxes 2G van gestionar de manera més eficient les bandes de freqüència limitades assignades al servei sense fil, els nous entrants mòbils encara estaven limitats per la seva capacitat d'accedir a bandes de freqüència en un espectre restringit.
Amb els mercats europeus recentment oberts a la competència i les noves tecnologies que permeten un millor servei i telèfons més barats, hi va haver un augment massiu de la demanda de telèfons mòbils. Enmig d'aquesta onada, Sense Communications va lluitar per l'accés a l'espectre de l'operador de xarxes mòbils (MNO) a Escandinàvia el 1997. Sense va poder establir un acord d'MVNO amb Sonera a Finlàndia, però no va aconseguir persuadir els MNO a Suècia, Dinamarca i Noruega. Sense llavors va apel·lar als reguladors de la UE, citant disposicions que exigien que determinats MNO permetessin la interconnexió de nous entrants. Tot i que la reclamació de Sense va ser denegada, el novembre de 1999, la companyia va signar un acord de proveïdor de serveis amb Telia/Telenor Mobile per a l'accés a la capacitat de la xarxa GSM, permetent a Sense oferir serveis als seus propis clients a Suècia i Noruega.

## Tipus
Els MVNO es distingeixen pel seu compromís de posseir i gestionar els components operatius del model de negoci MVNO, consistent en:
- Accés a la infraestructura bàsica de la xarxa, com ara estacions base, transceptors, registres d'ubicació domèstica i centres de commutació.
- Embalatge de serveis, sistemes de preus i facturació, inclosos serveis de valor afegit com la bústia de veu i les notificacions de trucades perdudes.
- Aspectes relacionats amb els consumidors, com ara vendes, màrqueting i activitats de gestió de relacions amb els clients, com l'atenció al client i la resolució de disputes.

Com que els MVNO es defineixen efectivament per la seva manca de llicències d'espectre, un MVNO necessàriament haurà de tenir acords per accedir a la xarxa d'almenys un ORM. El tipus d'MVNO ve determinat per la "gruixuda" o "prima" d'una capa tecnològica que afegeix un MVNO al seu accés a la xarxa del seu MNO amfitrió.